# Константин Плісовський
Константин Плісовський (рос. Константин Карлович Плисовский, пол. Konstanty Plisowski, *8 червня 1890 — †квітень 1940) — польський воєначальник, бригадний генерал (з 2007 посмертно — дивізійний генерал).

## Життєпис
Константин Плісовський народився 8 червня 1890 року, в с. Новоселець Балтського повіту Подільської губернії в шляхетній родині герба Одровонж. Батько — Кароль, матір — Марія Голуб.
У 1908 році закінчив Одеський кадетський корпус, а у 1910 — Миколаївське кавалерійське училище. Служив у 12-у гусарському Охтирському генерала Дениса Давидова, Її Імператорського Високості Великої Княгині Ольги Олександрівни полку в званні штабс-ротмістра. Був учасником Першої світової війни.
6 серпня 1912 р. надано звання корнета (ВП 1.04.1916);
звання майора.
Після відновлення незалежності Польщі в 1918 році вступив в польську армію. Під час Радянсько-польської війни командував 6-ю кавалерійською бригадою, 8-ю кавалерійською бригадою і 1-ю кавалерійською дивізією.
23 серпня 1919 р. отримав звання полковника.
Брав участь у битві під Комаровом проти Першої Кінної армії Будьонного. Після Громадянської війни, був професором тактики у Вищій військовій школі у Варшаві.
4 січня 1929 р. присвоєно звання бригадного генерала (4 січня 1929).
Під час Оборонної війни 1939 року очолював оборону Берестейської фортеці. Після відходу з фортеці разом з підлеглими йому підрозділами приєднався до польських військ, командував Новогрудською кавалерійською бригадою, яка намагалася прорватися до Угорщини.. 28 вересня його схопила влада СРСР і відправила до табору військовополонених у Старобільську. У списку страчених він під номером 2585. Похований на польському військовому кладовищі у Харкові.

## Смерть
28 вересня Костантина Плісовського було взято в полон радянськими військами. Розстріляний в будівлі харківського управління НКВС у квітні 1940 року.

## Нагороди
- Орден Святого Станіслава 3-го ст. з мечами та бантом (ВП 5.12.1914)
- Орден Святої Анни 4-го ст. з написом «за хоробрість» (ВП 5.12.1914)
- Орден Святого Володимира 4-го ст. з мечами та бантом (ВП 5.12.1914)[8]
- Орден Святої Анни 3-го ст. з мечами та бантом (ВП 9.04.1915)
- Орден Святого Станіслава 2-й ст. з мечами (ВП 2.05.1915)
- Орден Святої Анни 2-й ст. з мечами (ВП 30.06.1915)[9]
- Орден святого Георгія 4 ст.
- Пам'ятна медаль учаснику війни 1918-1921 років[10]
- Орден Білого Орла
- Хрест Хоробрих (був нагороджений цим чотири рази)
- Хрест золотий Virtuti Militari (№ 148 — за вересневу кампанію)[11]
- Хрест срібний Virtuti Militari (1921)[10][12]
- Хрест Незалежності[pl] (23 грудня 1933)[13]
- Медаль «Десятиліття здобутої незалежності»[10]
- Медаль Перемоги[10]
- Пам'ятна медаль Великої війни[pl][10]
- Круа-де-Герр[10]
- Орден Почесного легіону (1921)[10][14]

Наказом міністра оборони Польщі від 20 березня 1996 року 6-й бронекавалерійській бригаді присвоєно ім'я генерала Костантина Плісовского. У 2007 році президент Польщі Лех Качинський присвоїв Плісовському звання дивізійного генерала (посмертно).